# خوتا کرمپسکا
خوتا کرمپسکا (به لهستانی:  Huta Krempska) یک روستا در لهستان است که در گمینا کرمپنا واقع شده‌است.